# Scenariusz

Strona scenariusza (j. ang.)

Scenariusz – materiał literacki będący podstawą realizacji fabuły. Scenariusz może sam w sobie stanowić utwór oryginalny, być przeróbką utworu dramatycznego zawierającego dialogi i odautorskie didaskalia, czy też przeróbką dzieła literackiego nie dramaturgicznego (adaptacja scenariuszowa opowiadania, powieści, noweli itp.). Scenariusz przystosowuje dramat, słuchowisko, utwór niedramatyczny itp. oraz składniki takiego utworu do wymagań sceny, filmu fabularnego, filmu dokumentalnego, spektaklu telewizyjnego czy nagrania radiowego. Scenariusz opierający się na specjalnie napisanym przez scenarzystę lub reżysera (film autorski), oryginalnym utworze dla filmu, zwany jest scenariuszem filmowym.
Scenariusz filmowy – z narracją w czasie teraźniejszym – zawiera dialogi, opis akcji, postaci, miejsc i czasu. Struktura jego podporządkowana jest sformalizowanym konwencjom, czyli tzw. formatowi scenariusza. Scenariusz telewizyjny, szczególnie w wypadku serialu, zawiera również szkic fabuły, charakterystykę postaci, oraz uwagi odautorskie.
Na podstawie scenariusza filmowego opracowywany jest scenopis – techniczny plan realizacji filmu.
Scenariusz bywa mylony z dramatem, zwłaszcza w wypadku dramatu radiowego – słuchowiska, którego scenariusz zazwyczaj powstaje na bieżąco tuż przed lub nawet w trakcie realizacji nagrania.

## Format scenariusza
Format scenariusza to zbiór konwencji, które pomagają scenarzyście przekazać producentowi możliwie jak najsilniejszy obraz filmu, jaki tylko słowo pisane może wyrazić. Stosowanie formatu ma na celu przede wszystkim zwiększenie przejrzystości i zrozumiałości scenariusza. Do formatu zalicza się wszystko to, co jest w scenariuszu sformalizowane, a więc nie należące do fabuły jako takiej. Pojęcie formatu obejmuje zatem trzy następujące zagadnienia: format fizyczny, układ graficzny, styl.

### Format fizyczny
W scenariuszach musi być zgodność czcionki, odstępów między liniami i wymiarów składu. Wynika z tego następująca zależność: jedna strona tekstu odpowiada jednej minucie projekcji filmu. W przeciwieństwie do standardu amerykańskiego, w którym obowiązuje czcionka Courier 12 i format papieru US-letter, w Europie stosuje się format arkusza papieru A4, czcionka nie jest zaś jednolita.

### Układ graficzny
Układ graficzny, czyli layout jest to sposób wprowadzania elementów sceny (dialogu, nagłówków postaci, nagłówków scen, parentheticals, transitions itp.). Współczesny layout scenariusza wywodzi się jeszcze z czasów narodzin filmu dźwiękowego. W studiach filmowych tworzono wówczas osobne działy zajmujące się opracowywaniem dialogu oraz scenariusza. Różniły się one pod względem tabularyzacji wprowadzanych elementów. Do dziś uwidacznia to aktorom kwestie mówione od czynności, jakie mają wykonać. Również pod względem layoutu system europejski nie jest jednolity. W niektórych krajach przyjmowana jest metoda amerykańska, w której każdy element sceny ma swoją ustaloną pozycję, gdzie indziej preferuje się wyrównywanie – szczególnie tytułów postaci i/ lub dialogu – do pionowego środka strony. We Włoszech scenariusz tradycyjnie pisany jest w dwóch pionowych kolumnach, obecnie jednak coraz częściej stosuje się format amerykański. Styl francuski (rzadziej używany), jednoczy metody włoską i amerykańską, zaś w Wielkiej Brytanii jedyna różnica w stosunku do layoutu amerykańskiego polega na pisaniu tytułów postaci wielkimi literami.

### Styl
Scenarzyści stosują charakterystyczną dla scenariusza gramatykę. Składają się na nią kolejne dwa aspekty:
1. Obrazujący styl pisania, czyli dobieranie takich sformułowań, które wprawdzie w znacznym stopniu ograniczają się jedynie do tego, co będzie można usłyszeć i zobaczyć na ekranie, jednakże pozostawiają scenarzyście swobodę przekazywania najróżniejszych filmowych sposobów widzenia.
2. Kodyfikacja pewnych technicznych lub dramaturgicznych elementów, widoczna na przykład w zmianie utartych konwencji opowiadania; nie przerywając płynności narracji uwydatnia ona ważne w toku akcji przedmioty, podkreśla źródła dźwięku; akcentuje, która z postaci mówi z offu, a która pełni rolę narratora itp.

Specyficznej gramatyki scenariusza używa się wprawdzie już tak długo, jak długo istnieją scenariusze, jednak w USA zyskała ona na znaczeniu dopiero wtedy, gdy scenarzyści stracili gwarancję sprzedaży swych prac wewnątrz systemu studyjnego. Obecnie, aby przyciągnąć klienta, obrazujący styl pisania stał się dla scenarzystów nieodzowny, skoro oferowany produkt musi atrakcyjnie przekazywać zarówno fabułę, jak i sposób jej opowiadania.
Scenariusz tworzony według formatu – który zachęca, a nawet zobowiązuje do pisania w ramach filmowych zasad – zawiera już rozwiązania filmowo-wizualne, a nie wyłącznie fabularne. W Polsce scenarzyści muszą praktykować obrazujący styl pisania, aby producenci czy sponsorzy na wolnym rynku mogli wyrobić sobie opinię na temat ich produktu.

## Programy dla scenarzystów
W celu poprawnego sformatowania scenariusza używa się specjalistycznych programów edytorskich (np. zagraniczny i najpopularniejszy Final Draft, a także Movie Outline, Celtx, czy polski Scenarius) lub nakładek na edytory tekstu (np. Screenwright). Używanie tych programów nie jest obligatoryjne, jednakże znacznie ułatwia pracę nad pisaniem scenariusza i jego wydrukiem.
Unikalną cechą wszystkich tych programów, jest ich zgodność z formatem scenariusza (np. ułożenie odpowiednich marginesów strony, zastosowanie odpowiedniego kroju czcionki), a także funkcja inteligentnych podpowiedzi, dzięki którym szybciej można sformatować i stworzyć scenariusz.